# 地下核実験制限条約
地下核実験制限条約（ちかかくじっけんせいげんじょうやく、Threshold Test Ban Treaty, TTBT）は、アメリカ合衆国とソビエト連邦との間に結ばれた核実験の制限に関する条約。
正式名称は「地下核兵器実験の制限に関するアメリカ合衆国とソビエト社会主義共和国連邦との間の条約」（ロシア語: Договор между Союзом Советских Социалистических Республик и Соединенными Штатами Америки об ограничении подземных испытаний ядерного оружия、英語: Treaty Between The United States of America and The Union of Soviet Socialist Republics on the Limitation of Underground Nuclear Weapon Tests ）。地下核実験における最大核出力を150ktに制限し、その検証までを規定している。1974年7月3日署名、1990年12月11日発効。

## 概要
1963年に発効した部分的核実験禁止条約 (PTBT) を進め、地下核実験にも制限を加える条約であり、核兵器開発の制限を目的にしている。PTBTでは実験時の核出力に制限は無いため、例えばアメリカでは、1971年のアムチトカ島におけるグロメット作戦カニキン実験のようにメガトン級の地下核実験も行われていた。本条約では核出力を最大150ktに制限している（第1条）。条約は、1974年7月3日にモスクワにて、リチャード・ニクソンとレオニード・ブレジネフが署名した。
条約本文において、最大核出力150ktの制限のほか、その検証を行うこと規定している。条約の有効期間は5年間であり、自動延長されるが、「異常な事態が自国の至高の利益を危うくしていると認める場合」（NPTなど同規定あり）には脱退できるとされている。平和的核爆発は対象外（第3条）であり、こちらは1976年5月に署名された平和目的地下核爆発制限条約 (PNET) にて核出力が制限された。附属議定書において、核実験の際の検証方法が規定されており、核実験場の位置や地学的・地球物理学的な情報の通報及び核実験の日時の通報などが定められている。これらは、地震波を用いた地下核実験の核出力測定を行うために必要な情報である。
平和目的地下核爆発制限条約の交渉もあり、アメリカでは1976年まで議会に提出されなかった。冷戦の影響により、検証実験が行われず、批准は行われなかった。しかし、1976年に両国とも核実験における、この制限を遵守すると宣言している。1980年代後半に入り、米ソが接近すると、1987年から検証実験の協議に入り、1988年には共同検証実験に関する条約 (The Agreement to Conduct a Joint Verification Experiment, JVE) を締結・批准し、ネバダ核実験場とセミパラチンスク核実験場において共同検証実験を行い、核出力と観測される地震波の関係を較正、核実験・核出力の検証体制が整えられた。なお、技術的な問題により、意図しない軽微な核出力の制限違反は、少数回ならば条約違反とはしないが協議対象とはなりえることが合意されていた。
冷戦終結もあり、批准後の1990年12月11日にPNETとともに発効した。